# متقلبات زيتا
متقلبات زيتا (بالإنجليزية: Zetaproteobacteria)‏ هي طائفة من البكتيريا البروتينية (بروتيوباكتريا)، كباقي البكتيريا البروتينية هي سلبية الغرام.